# NGC 2492
NGC 2492 é uma galáxia elíptica (E-S0) localizada na direcção da constelação de Gemini. Possui uma declinação de +27° 01' 35" e uma ascensão recta de 7 horas, 59 minutos e 29,7 segundos.
A galáxia NGC 2492 foi descoberta em 24 de Dezembro de 1827 por John Herschel.